# Акулов, Владимир Иванович
Владимир Иванович Акулов (23 апреля 1954, Барановичи, БССР, СССР) — белорусский художник-живописец и график, представитель второй волны белорусского авангарда.

## Биография
Родился 23 апреля 1954 года в городе Барановичи в семье художника-оформителя Ивана Степановича Акулова. Позже семья переехала в город Слуцк, где и вырос будущий художник. Дядя Владимира Акулова (брат отца) также был художником, окончил Театральный институт, преподавал в институте в Петербурге предметы «плакат» и «шрифт».
В детстве занимался в Слуцкой изостудии Городского дома пионеров и школьников у преподавателя Владимира Садина (1924—2010). Кроме Владимира Акулова, из стен Слуцкой изостудии вышла целая плеяда известных художников: Владимир Цеслер, Георгий Скрипниченко, Елена Бархаткова, Владимир Басалыга, Михаил Басалыга, Владимир Голуб, Владимир Суздальцев, Александр Рубец, Вячеслав Дубинка, Николай Карзов и другие. Учитель художника Владимир Садин — профессиональный художник и педагог, ветеран Великой Отечественной войны, заслуженный работник культуры БССР, Почетный гражданин Слуцкого района.
Творческое амплуа художника Владимира Акулова начало формироваться во время учёбы в Витебске. Художественно-графический факультет Витебского пединститута, где в 1976—1980 годах учился Владимир Акулов, стал подлинным хранителем и продолжателем традиций Витебской художественной школы, к которой относятся Казимир Малевич, Марк Шагал, Вера Ермолаева, Эль Лисицкий, Юдель Пэн.
Особое влияние в витебский период на Акулова оказал живописец и педагог, преподаватель Витебского худграфа Олег Григорьевич Орлов (1934—1995), с 1966 года преподававший в Витебском пединституте. Олег Орлов работал в разных жанрах в технике масляной живописи. Экспериментальный характер его произведений сочетался со своеобразным ассоциативно-импрессионистическим видением реальности.
Акулов работал в разных организациях в разных городах и селах: преподавателем изобразительного искусства в Кобрине, директором Дома культуры в Слуцком районе, пляжным художником в Коктебеле, оформителем в «Нефтегазстрое» в Сургуте, воспитателем в общежитии Тракторного завода в Минске, художником-оформителем в лесхозе в Нарочи, в кинотеатре в Мяделе, на автобазе в Слуцке.
С 1984 года стал рисовать регулярно, создавая живописные и графические работы.
Обучался в Мастерских ленинградских художников (Пушкинская, 10). Входил в состав арт-лаборатории «Галина».
В 1999—2008 годах жил в подвале в Минске. В этот период морально и творчески поддерживала художника Лариса Кузьменко.
Известный коллекционер современного искусства Александр Давидович Глезер (1934—2016) высоко ценил творчество Владимира Акулова, приезжал за работами художника в Минск и поместил их в Музей русского искусства в Нью-Джерси (США).

## Творчество
Мастер портрета, пейзажа, натюрморта, композиций с символико-аллегорическими сюжетами, иллюстраций к литературным произведениям.

### Серии работ
Владимир Акулов является автором ряда масштабных тематических циклов — «Маски и образы», «Портреты», «Автопортреты», «Церкви и монастыри», «Война», «Генералы», «Великие люди», «Эрос и Танатос», «Натюрморты», «Цветы», «Самовары», «Знаменитые евреи», «100 олигархов Forbes», «Анималистический цикл», «Места и люди Беларуси», «Футболисты» и др.
Циклы портретов и автопортретов создавались автором на протяжении всей своей творческой жизни. Портреты мастера отличаются характерностью, точным проникновением в художественный мир личности. Некоторые живописные портреты известных людей были представлены на персональных выставках:
- «Хаим Сутин» (2010)
- «Ван Гог» (2011)
- «Пабло Пикассо» (2011)
- «Николай II» (2010)
- «Александр Лебедев» (2010)
- «Поль Сезанн» (2010).

На автопортретах изображен сам мастер в различных образах: «Мальчик» (1992), «Автопортрет в белой гимнастерке» (1994), «Автопортрет в берете» (1994), «Владимир Тертуллиан-Акулов» (1994), «Человек из Баранович» (2010), «На побывке» (2010), «Натюрморт с автором на заднем плане» (2010) и др.
Работы экспонировались на персональных выставках в разные годы в Минске, Витебске.
Особый интерес представляет серия «Восток». Графические и живописные работ с выраженными ориентальными мотивами создавались на протяжении всей жизни. Некоторые живописные работы 2010 года («Зима. Япония», «На рисовом поле. Япония», «Монгольский воин», «Под знаком тельца», «Путешествие в Египет», «Теплый вечер») экспонировались на персональной выставке в Витебском художественном музее в 2016 году и получили широкий положительный отклик специалистов.
Выполнил циклы иллюстраций к классическим произведениям мировой литературы — «Дон Кихот» Сервантеса, «Мертвые души» Гоголя, «Ромео и Джульетта» Уильяма Шекспира, и др. Автор стихотворных произведений.

### Работы находятся в собраниях
- Музей современного изобразительного искусства, Минск, РБ
- Музей современного русского искусства, Нью-Джерси, США[4]
- Музей Дворцово-паркового ансамбля Румянцевых — Паскевичей, Гомель, РБ
- Слуцкая галерея искусств — находится живописная работа «Памяти святой Софии Слуцкой».
- Полоцкая художественная галерея Национального Полоцкого историко-культурного музея-заповедника, Полоцк
- Витебский художественный музей Витебского областного краеведческого музея, Витебск — находятся живописные работы «Кавалер» и «Крым».
- Частные коллекции в Беларуси, России, Бельгии, Польше, Германии, Югославии, Италии, Украине.
- Коллекции Евгения Ксеневича[бел.] (Минск), Александра Глезера (США), Андрея Козырева (Москва), Александра Иванова (Минск), Андрея Плесанова (Минск), Алеся Эротича (Берлин), Валерия Жильцова (Нью-Джерси, США), Максима Дорохова (Минск), Андрея Монастырного (Минск), Валерия Рачка (Минск), Андрея Сапуна (Минск), Сергея Слесарева (Минск), Олега Гончарова, (Минск), Евгения Скуратовича (Минск), Юрия Рогожинского (Минск), Михаила Шейко (Минск), Павла Голузова (Минск).

## Персональные выставки
Владимир Акулов осуществляет выставочную деятельность с 1985 года. Провел более 20 персональных выставок живописи и графики.
Наиболее значимые из них:
- 2017 — Персональная выставка «ВЛАДИМИР АКУЛОВ. ПОРТРЕТ» в Мемориальном музее-мастерской З. И. Азгура, Минск, Беларусь. Кураторы Николай Пограновский, Евгений Ксеневич[бел.].
- 2017 — Персональная выставка «ПОЭЗИЯ ИЮЛЯ» в Жлобинском историко-краеведческом музее (недоступная ссылка) (Усадьба в Красном Береге), Беларусь. Куратор Евгений Ксеневич[бел.].
- 2017 — Персональная выставка «ВЛАДИМИР АКУЛОВ. ЛИНИИ СУДЬБЫ» в Музее истории белорусского кино. Минск, Беларусь. Куратор Евгений Ксеневич[бел.].
- 2017 — Персональная выставка «ВЛАДИМИР АКУЛОВ. ТРАЕКТОРИЯ ВРЕМЕНИ» в Национальном Полоцком историко-культурном музее-заповеднике. Полоцк, Беларусь. Куратор Евгений Ксеневич[бел.].
- 2017 — Персональная выставка «СЕМНАДЦАТЬ МГНОВЕНИЙ ВЛАДИМИРА АКУЛОВА» в Гомельском Дворце Румянцевых — Паскевичей. Гомель, Беларусь. Кураторы Елена Калугина, Евгений Ксеневич[бел.].
- 2017 — Персональная выставка «МГНОВЕНИЯ ЖИЗНИ» вНациональной библиотеке Беларуси. Минск, Беларусь. Куратор Евгений Ксеневич[бел.].
- 2017 — Персональная выставка «МОЯ ДОРОГА» в Галерее «Университет культуры». Минск, Беларусь. Куратор Евгений Ксеневич[бел.].
- 2016—2017 — Персональная выставка «ВЛАДИМИР АКУЛОВ. ОБРЕТЕНИЕ ЛЕГЕНДЫ» (недоступная ссылка) в Национальном центре современных искусств. Минск, Беларусь. Куратор Евгений Ксеневич[бел.].
- 2016 — Персональная выставка «ВЛАДИМИР АКУЛОВ. ДРУГОЕ» в Национальном историческом музее (Гостиная Владислава Голубка). Минск, Беларусь. Куратор Евгений Ксеневич[бел.].
- 2016 — Международная выставка «ВСТРЕЧА КУЛЬТУР» в Посольстве Эквадора в Беларуси. Художники Владимир Акулов — Рафаель Диас Рикальде. Минск, Беларусь, Эквадор. Кураторы Евгений Ксеневич[бел.], Виктор Атрощик.
- 2016 — Персональная выставка «КОСМОС ВЛАДИМИРА АКУЛОВА» в "Республиканском центре экологии и краеведения. Живопись, графика, поэзия — 100 работ. Минск, РБ. Куратор Евгений Ксеневич[бел.].
- 2016 — Персональная выставка «ОТРАЖЕНИЯ» в Центральной библиотеке имени Янки Купалы, Минск, РБ. Куратор Евгений Ксеневич[бел.].
- 2016 — Персональная выставка «ВИТРАЖИ ВРЕМЕНИ», Витебский областной краеведческий музей, Витебский художественный музей, Витебск, РБ. Куратор Евгений Ксеневич[бел.].
- 2014 — Персональная юбилейная выставка к 60-летию художника (недоступная ссылка), Национальная библиотека Беларуси, Минск, РБ. Куратор Евгений Ксеневич[бел.].
- 2013 — Персональная выставка «ИСКУССТВО БЕЗ ЛЖИ», Музей «Садовое кольцо», Москва, Российская Федерация.
- 2013 — Персональная выставка «Местоположение», Музей современного изобразительного искусства, Минск, Республика Беларусь.
- 2012 — Персональная выставка «Нельзя останавливаться», Галерея искусств, Слуцк, Республика Беларусь.
- 2012 — Персональная выставка «Экспрессивные трели», Галерея искусств, Слуцк, Республика Беларусь.
- 2012 — Персональная выставка художника-авангардиста, Музей Дворцово-паркового ансамбля Румянцевых — Паскевичей, Гомель, Республика Беларусь.
- 2000 — Персональная выставка, Ватерлоо, Бельгия.
- 1995 — Персональная выставка художника, Галерея «Жильбел», Минск, Республика Беларусь.
- 1993 — Персональная выставка, Художественный центр «Zhilbel», Минск, Республика Беларусь.
- 1988 — Персональная выставка, Читальный зал, Слуцкий городской парк, Слуцк, БССР.
- 1985 — Персональная выставка, Слуцкая городская библиотека, Слуцк, БССР.

- Фото с персональных выставок Владимира Акулова
- На открытии выставки "ВИТРАЖИ ВРЕМЕНИ" - однокурсник Акулова витебский художник П.Кириллин и куратор Евгений Ксеневич[бел.]
- На открытии выставки "ВИТРАЖИ ВРЕМЕНИ" - кандидат искусствоведения, доцент Витебского университета имени П.М.Машерова М.Л.Цыбульский и оршанский художник Н.И.Таранда
- Заместитель директора НББ по информационным ресурсам Т.В.Кузьминич на открытии выставки Владимира Акулова

## Групповые выставки
- 2015 — Выставка слуцких художников «Фарбы Случчыны», Слуцкая галерея искусств, Слуцк, Республика Беларусь.
- 2015 — Выставка «Avant-gARTe: от квадрата к объекту», Центр современных искусств Минск, Республика Беларусь.
- 2014 — Выставка «Сто лет белорусского авангарда», Музей современного изобразительного искусства, Минск, Республика Беларусь.
- 2013 — Выставка художников-юбиляров 2014 года в Национальном художественном музее Республики Беларусь, Минск, Республика Беларусь.
- 2013 — Выставка «Мой край родной — ты песня в красках» к 60-летию Народной студии изобразительного творчества «Вытокі», Галерея искусств Слуцкого центра детского творчества, Слуцк, Республика Беларусь.
- 2013 — Художественная выставка произведений (недоступная ссылка) В. Акулова, М. Шагала, Х. Сутина, М. Кикоина (из коллекции «Белгазпромбанка») к юбилею компании «Сервье», Национальный академический театр имени Янки Купалы, Минск, Республика Беларусь..
- 2010 — Выставка «Белорусский авангард 1980—1990-х годов», Музей современного изобразительного искусства, Минск, РБ.
- 1996 — Выставка коллекции Александра Иванова в Галерее «6-я линия», Минск, Республика Беларусь.
- 1995 — Выставка «Художники Витебска», Галерея «Жильбел», Минск, Республика Беларусь.
- 1994 — Выставка «ZEBAR» в Галерее «6-я Линия», Минск, Республика Беларусь.
- 1992 — Выставка «Диаспора-2», Центральный Дом художника, Москва, РФ.
- 1991 — Выставка «Беларт» в Центре «Норблин», Варшава, Польша.
- 1991 — Выставка «ArtMyth-2», Галерея «Брама», Москва, СССР.
- 1990 — Выставка к 35-летию студии ИЗО Дома пионеров и школьников, Кинотеатр «Центральный», Слуцк, БССР.
- 1989 — Всесоюзная выставка молодых художников, Москва,СССР.
- 1989 — Выставка «Обзор», Минск, БССР.
- 1989 — Выставка «Сокровищница белорусского авангарда», Минск, БССР.
- 1987 — Выставка «Белорусский авангард», Минск, РБ.
- 1987 — Выставка авангарда, Галерея «Vil-impex-oy», Хельсинки, Финляндия.
- 1987 — Городская выставка живописи и графики, Кинотеатр «Беларусь», Слуцк, БССР.

## Произведения
Из серии «Портрет и автопортрет»
Из серии «Маски и образы»
Из серии «Церкви и монастыри», «Религия»
Из серии «Великие люди»
Из серии «Восток»
Из серии «Эрос и Танатос»,
Из серии «Ню»
Из серии «Натюрморты»
Из серии «Цветы»
Из серии «Самовары»
Из серии «Пейзажи»
Из серии «Генералы», из серии «Война»
Из серии «Знаменитые художники» (Пикассо, Хаим Сутин, Гоген)
Из серии «Знаменитые евреи»
Из серии "100 олигархов «Forbes»
Из серии «Анималистический цикл»
Из серии «Места и люди Беларуси»
Жанровые композиции
Графика из серии «Фриз времени»
Графика 2009 года